# Hadżdżi Hasan-e Chalese
Hadżdżi Hasan-e Chalese (pers. ‏حاجي حسن خالصه‎) – wieś w Iranie, w ostanie Azerbejdżan Zachodni, w szahrestanie Mijandoab. W 2006 roku liczyła 571 mieszkańców.